# Lanrivain

Lanrivain este o comună în departamentul  Côtes-d'Armor, Franța. În 1 ianuarie 2022 avea o populație de 465 de locuitori.